# CBRE Group
CBRE Group, Inc. (NYSE: CBRE) er en amerikansk ejendomsservice- og ejendomsinvesteringsvirksomhed. CBRE står for Coldwell Banker Richard Ellis. De har 115.000 ansatte og hovedkvarter i Dallas, Texas.